# Orthotrichia echidna
Orthotrichia echidna är en nattsländeart som beskrevs av Malicky 1999. Orthotrichia echidna ingår i släktet Orthotrichia och familjen smånattsländor. Inga underarter finns listade i Catalogue of Life.